# Direction générale de l'Aviation civile

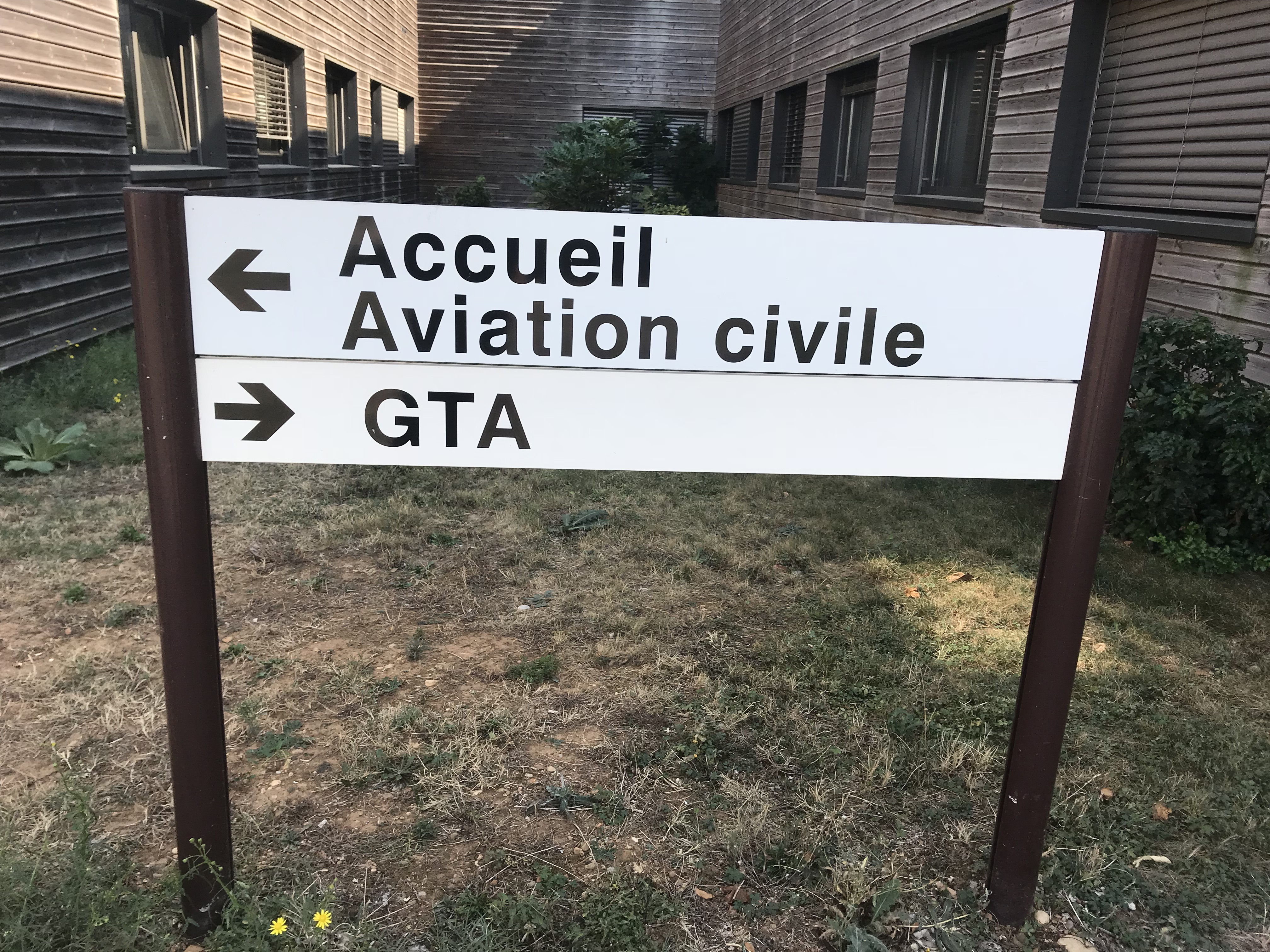
2018 En el Aeropuerto de Lyon Saint-Exupery, Dirección General de Aviación Civil, septiembre de 2018 en Auvergne-Rhone-Alpes, Señales en el Aeropuerto de Lyon Saint-Exupery

La Direction Générale de L’Aviation Civile (Dirección General de la Aviación Civil, DGAC) es la autoridad de la aviación civil en Francia creada en 1946, dependiente del Ministerio de la Ecología, del Desarrollo Sostenible, de los Transportes y de la Vivienda. Comprende todos los órganos estatales responsables de la regulación y supervisar la seguridad de la aviación, el transporte aéreo y las actividades de la aviación civil general. Tiene su sede en el XV Distrito de París.
Sus diversas tareas relacionadas con la aviación civil son:
- el control del tráfico aéreo
- apoyo a la investigación y el desarrollo en el campo de la construcción de aviones
- la certificación de aeronaves
- actúa en la prevención, la DGAC no sólo garantiza la seguridad y el bienestar de los hombres, sino también en la preservación del medio ambiente, por una lucha permanente contra la contaminación generada por el transporte aéreo.

## Historia
La Secretaría General de Aviación Civil y Comercial (SGACC) fue creada el 12 de septiembre de 1946 en el Ministerio de Obras Públicas y Transportes, donde Max Hymans fue nombrado el máximo representante del organismo.
Dentro de la SGACC, la Autoridad de Aviación Deportiva y Ligera (SALS) fue la responsable de poner a disposición aeronaves e instructores de vuelo. En 1955, la SALS se convierte en el servicio de la formación de la aviación y deportes al aire (SFASA).
En 1976, la Secretaría General de Aviación Civil (SGAC) se convierte en la Dirección General de Aviación Civil (DGAC), en la desaparición de los secretarios generales de la administración. De 1946 a 1993, la sede de la Secretaría General de Aviación Civil y la DGAC, se localizó en Boulevard du Montparnasse.
El 29 de agosto de 2005 la DGAC publica, por primera vez en su sitio web, una lista de compañías aéreas prohibidas en Francia. La lista está sujeta a cambios en cualquier momento.
En 2013, DGAC comienza con ENAC, la empresa consultora France Aviation civile services.

## Organización
En 2016 la DGAC se organiza de la siguiente forma:·
- La Secretaría General (SG) es responsable de la gestión de personal, asuntos financieros, legales, médicos y los sistemas de información de la DGAC.
- La Dirección de Transporte Aéreo (DTA) es responsable de la supervisión de las compañías aéreas, el desarrollo sostenible, los aeropuertos, los fabricantes de aeronaves, la navegación aérea, la seguridad, los derechos de los pasajeros, el derecho laboral y las relaciones internacionales. DTA es el regulador.
- La Dirección de Servicios de Navegación Aérea (DSNA) es responsable de los servicios de gestión del tráfico aéreo. DSNA es el proveedor de servicios de navegación aérea en Francia.
- La Dirección de Seguridad de la Aviación Civil (DSAC) es la autoridad nacional de supervisión. De ésta cuelga la policía de transporte aéreo (GTA).
- El cuerpo del control de vuelo (OCV) tiene una función de asesoramiento. Se compone de 12 capitanes e inspectores adscritos a tiempo parcial a su empresa. Su función consiste en realizar un vuelo sin previo aviso a las aerolíneas, con el fin de transmitir sus informes a la DSAC.

## Algunas cifras
- 5 centros de navegación aérea en ruta y 11 servicios de navegación aérea.
- Créditos de pago: 2 316,90 millones de euros.
- 11.519 agentes:
  - 29 administradores civiles.
  - 683 estudios de ingeniería y operación de la aviación civil.
  - 252 empleados administrativos del Estado.
  - 429 auxiliares administrativos de la Aviación Civil.
  - 863 diputados en la Dirección de Aviación Civil.
  - 460 agentes contractuales.
  - 93 ingenieros civiles del Estado.
  - 242 técnicos de desarrollo sostenible.
  - 19 médicos.
  - 4084 ingenieros de control de la navegación aérea.
  - 1463 ingenieros electrónicos de los sistemas de seguridad aérea.
  - 1826 técnicos de funcionamiento de la aviación civil.
  - 692 trabajadores del Estado.
  - otros 379

- La edad promedio es de 45,4 años.
- La tasa masculina de la DGAC se mantiene en un 69%.

## Secretarios y directores generales
| Fecha de nominación     | Nombre                | Grado                                     | Nota N° |
| ----------------------- | --------------------- | ----------------------------------------- | ------- |
| Secretarios Generales   |                       |                                           |         |
| 18 de diciembre de 1945 | Max Hymans            |                                           | [ 8 ]   |
| 18 de agosto de 1948    | Fernand Hederer       |                                           | [ 9 ]   |
| 20 de febrero de 1951   | René Lemaire          |                                           | [ 10 ]  |
| 18 de julio de 1956     | Paul Moroni           |                                           | [ 11 ]  |
| 27 de mayo de 1966      | Jacques Boitreaud     | maître des requêtes del Consejo de Estado | ·       |
| 7 de abril de 1971      | Maurice Grimaud       |                                           | ·       |
| Directores Generales    |                       |                                           |         |
| 30 de marzo de 1976     | Claude Abraham        | Ingeniero Jefe de carreteras y puentes    | [ 16 ]  |
| 27 de mayo de 1982      | Daniel Tenenbaum      | Ingeniero jefe de armamentos              | [ 17 ]  |
| 25 de julio de 1990     | Pierre-Henri Gourgeon | Ingeniero jefe de armamentos              | [ 18 ]  |
| 12 de julio de 1993     | Michel Bernard        | Ingeniero General de Aviación Civil       | [ 19 ]  |
| 25 de noviembre de 1993 | Michel Scheller       | Ingeniero General de armamentos           | [ 20 ]  |
| 20 de enero de 1995     | Pierre Graff          | Ingeniero Jefe de carreteras y puentes    | [ 21 ]  |
| 25 de julio de 2002     | Michel Wachenheim     | Ingénieur en chef de l'aviation civile    | [ 22 ]  |
| 8 de febrero de 2007    | Didier Lallement      | Prefecto                                  | [ 23 ]  |
| 5 de octubre de 2007    | Patrick Gandil        | Ingeniero General de carreteras y puentes | ·       |